# دولة لبنان الحر
كانت دولة لبنان الحر دولة غير معترف بها قامت بحكم الأمر الواقع وأعلنها السياسي اللبناني وقائد الميليشيا المارونية جيش لبنان الجنوبي سعد حداد في سياق الحرب الأهلية اللبنانية. وجرى الإعلان عن إنشاءها في 18 أبريل عام 1979،[وصلة مكسورة] لتفرض سلطتها على أجزاء من جنوب لبنان. فشلت الدولة في نيل أي اعتراف دولي وتدهورت سلطتها مع وفاة سعد حداد عام 1984.

## الاعتراف
لم تنجح دولة لبنان الحر في الحصول على اعتراف من أي دولة، على الرغم من أنها تلقت بعض الدعم من الولايات المتحدة واعترافاً غير رسمي من قبل دولة إسرائيل.